# Eugène Mincé du Fontbaré
Eugène Charles Marie Joseph, baron Mincé du Fontbaré, né le 18 décembre 1856 à Hermalle-sous-Huy et mort le 28 mars 1927 à Fumal, est un homme politique catholique belge.
Il fut élu conseiller provincial de la province de Liège (1893-1896), conseiller communal et bourgmestre de Fumal (1900); sénateur en suppléance de Florent Poncelet (1907-14) et en suppléance de Guillaume de Giey (1914-19).

## Sources
- Bio sur ODIS